# Campionato mondiale maschile di pallavolo 1974
Il campionato mondiale di pallavolo maschile 1974 si è svolto dal 12 al 28 ottobre 1974 a Città del Messico, Guadalajara, Monterrey, Puebla, Tijuana e Toluca, in Messico: al torneo hanno partecipato ventiquattro squadre nazionali e la vittoria finale è andata per la prima volta alla Polonia.

## Prima Fase
In verde le squadre qualificate per la II Fase (le prime 2 di ciascun gruppo).

### Gruppo A
| Germania Est | 3 - 0 | Venezuela    |
| Cuba         | 3 - 1 | Italia       |
| Cuba         | 3 - 0 | Venezuela    |
| Germania Est | 3 - 0 | Italia       |
| Italia       | 3 - 1 | Venezuela    |
| Cuba         | 3 - 0 | Germania Est |

| Pos | Squadra      | P | Set V | Set P |
| --- | ------------ | - | ----- | ----- |
| 1   | Cuba         | 6 | 9     | 1     |
| 2   | Germania Est | 4 | 6     | 3     |
| 3   | Italia       | 2 | 4     | 7     |
| 4   | Venezuela    | 0 | 1     | 9     |

### Gruppo B
| Paesi Bassi | 3 - 0 | Tunisia         |
| Messico     | 3 - 0 | Rep. Dominicana |
| Paesi Bassi | 3 - 1 | Rep. Dominicana |
| Messico     | 3 - 0 | Tunisia         |
| Tunisia     | 3 - 2 | Rep. Dominicana |
| Messico     | 3 - 0 | Paesi Bassi     |

| Pos | Squadra         | P | Set V | Set P |
| --- | --------------- | - | ----- | ----- |
| 1   | Messico         | 6 | 9     | 0     |
| 2   | Paesi Bassi     | 4 | 6     | 4     |
| 3   | Tunisia         | 2 | 3     | 8     |
| 4   | Rep. Dominicana | 0 | 3     | 9     |

### Gruppo C
| Brasile  | 3 - 0 | Francia |
| Bulgaria | 3 - 0 | Panama  |
| Brasile  | 3 - 0 | Panama  |
| Bulgaria | 3 - 1 | Francia |
| Francia  | 3 - 0 | Panama  |
| Bulgaria | 3 - 2 | Brasile |

| Pos | Squadra  | P | Set V | Set P |
| --- | -------- | - | ----- | ----- |
| 1   | Bulgaria | 6 | 9     | 3     |
| 2   | Brasile  | 4 | 8     | 3     |
| 3   | Francia  | 2 | 4     | 6     |
| 4   | Panama   | 0 | 0     | 9     |

### Gruppo D
| Belgio   | 3 - 1 | Cina   |
| Giappone | 3 - 0 | Canada |
| Belgio   | 3 - 0 | Canada |
| Giappone | 3 - 0 | Cina   |
| Cina     | 3 - 0 | Canada |
| Giappone | 3 - 0 | Belgio |

| Pos | Squadra  | P | Set V | Set P |
| --- | -------- | - | ----- | ----- |
| 1   | Giappone | 6 | 9     | 0     |
| 2   | Belgio   | 4 | 6     | 4     |
| 3   | Cina     | 2 | 4     | 6     |
| 4   | Canada   | 0 | 0     | 9     |

### Gruppo E
| Romania        | 3 - 0 | Corea del Sud |
| Cecoslovacchia | 3 - 0 | Porto Rico    |
| Romania        | 3 - 0 | Porto Rico    |
| Cecoslovacchia | 3 - 0 | Corea del Sud |
| Corea del Sud  | 3 - 0 | Porto Rico    |
| Cecoslovacchia | 3 - 2 | Romania       |

| Pos | Squadra        | P | Set V | Set P |
| --- | -------------- | - | ----- | ----- |
| 1   | Cecoslovacchia | 6 | 9     | 2     |
| 2   | Romania        | 4 | 8     | 3     |
| 3   | Corea del Sud  | 2 | 3     | 6     |
| 4   | Porto Rico     | 0 | 0     | 9     |

### Gruppo F
| Unione Sovietica | 3 - 0 | Stati Uniti      |
| Polonia          | 3 - 0 | Egitto           |
| Polonia          | 3 - 1 | Stati Uniti      |
| Unione Sovietica | 3 - 0 | Egitto           |
| Stati Uniti      | 3 - 0 | Egitto           |
| Polonia          | 3 - 1 | Unione Sovietica |

| Pos | Squadra          | P | Set V | Set P |
| --- | ---------------- | - | ----- | ----- |
| 1   | Polonia          | 6 | 9     | 2     |
| 2   | Unione Sovietica | 4 | 7     | 3     |
| 3   | Stati Uniti      | 2 | 4     | 6     |
| 4   | Egitto           | 0 | 0     | 9     |

## Seconda Fase
Le 12 squadre qualificatesi alla Seconda Fase vengono inserite in tre gruppi da 4 squadre ciascuno. Le prime 2 di ciascun gruppo partecipano alla fase finale, le terze e quarte partecipano alle finali per conquistare il 7º posto.

### Gruppo G
| Cuba             | 3 - 0 | Brasile          |
| Cecoslovacchia   | 3 - 0 | Unione Sovietica |
| Unione Sovietica | 3 - 0 | Brasile          |
| Cecoslovacchia   | 3 - 2 | Cuba             |
| Cecoslovacchia   | 3 - 0 | Brasile          |
| Unione Sovietica | 3 - ? | Cuba             |

| Pos | Squadra          | P | Set V | Set P |
| --- | ---------------- | - | ----- | ----- |
| 1   | Cecoslovacchia   | 6 | 9     | 2     |
| 2   | Unione Sovietica | 4 |       |       |
| 3   | Cuba             | 2 |       |       |
| 4   | Brasile          | 0 | 0     | 9     |

### Gruppo H
| Polonia      | 3 - 0 | Belgio       |
| Germania Est | 3 - 0 | Messico      |
| Polonia      | 3 - ? | Germania Est |
| Polonia      | 3 - ? | Messico      |
| Germania Est | 3 - ? | Belgio       |
| Messico      | 3 - ? | Belgio       |

| Pos | Squadra      | P | Set V | Set P |
| --- | ------------ | - | ----- | ----- |
| 1   | Polonia      | 6 |       |       |
| 2   | Germania Est | 4 |       |       |
| 3   | Messico      | 2 |       |       |
| 4   | Belgio       | 0 |       |       |

### Gruppo I
| Giappone | 3 - 0 | Paesi Bassi |
| Giappone | 3 - 1 | Bulgaria    |
| Romania  | 3 - 0 | Paesi Bassi |
| Bulgaria | 3 - 1 | Paesi Bassi |
| Giappone | 3 - ? | Romania     |
| Romania  | 3 - ? | Bulgaria    |

| Pos | Squadra     | P | Set V | Set P |
| --- | ----------- | - | ----- | ----- |
| 1   | Giappone    | 6 |       |       |
| 2   | Romania     | 4 |       |       |
| 3   | Bulgaria    | 2 |       |       |
| 4   | Paesi Bassi | 0 | 1     | 9     |

## 13º-24º posto
Le 12 squadre eliminate al primo turno (gruppi A, B, C, D, E, F) vengono inserite in tre gruppi da 4 squadre ciascuno. Le prime 2 di ciascun gruppo partecipano alle finali per il 13º posto, le terze e quarte partecipano alle finali per conquistare il 19º posto.

### Gruppo L
| Tunisia     | 3 - 2 | Canada    |
| Stati Uniti | 3 - 1 | Venezuela |
| Canada      | 3 - 1 | Venezuela |
| Stati Uniti | 3 - 1 | Canada    |
| Stati Uniti | 3 - ? | Tunisia   |
| Tunisia     | 3 - ? | Venezuela |

| Pos | Squadra     | P | Set V | Set P |
| --- | ----------- | - | ----- | ----- |
| 1   | Stati Uniti | 6 |       |       |
| 2   | Tunisia     | 4 |       |       |
| 3   | Canada      | 2 | 6     | 7     |
| 4   | Venezuela   | 0 |       |       |

### Gruppo M
| Cina            | 3 - 0 | Rep. Dominicana |
| Francia         | 3 - 0 | Porto Rico      |
| Cina            | 3 - 0 | Porto Rico      |
| Francia         | 3 - 2 | Rep. Dominicana |
| Cina            | 3 - ? | Francia         |
| Rep. Dominicana | 3 - ? | Porto Rico      |

| Pos | Squadra         | P | Set V | Set P |
| --- | --------------- | - | ----- | ----- |
| 1   | Cina            | 6 |       |       |
| 2   | Francia         | 4 |       |       |
| 3   | Rep. Dominicana | 2 |       |       |
| 4   | Porto Rico      | 0 |       |       |

### Gruppo N
| Italia        | 3 - 0 | Panama |
| Corea del Sud | 3 - 0 | Egitto |
| Egitto        | 3 - 2 | Italia |
| Corea del Sud | 3 - 0 | Panama |
| Egitto        | 3 - 0 | Panama |
| Corea del Sud | 3 - 0 | Italia |

| Pos | Squadra       | P | Set V | Set P |
| --- | ------------- | - | ----- | ----- |
| 1   | Corea del Sud | 6 | 9     | 0     |
| 2   | Egitto        | 4 | 6     | 5     |
| 3   | Italia        | 2 | 5     | 6     |
| 4   | Panama        | 0 | 0     | 9     |

## Fase finale

### Dal 19º al 24º posto
| Italia          | 3 - 1 | Rep. Dominicana |
| Canada          | 3 - 0 | Panama          |
| Venezuela       | 3 - 0 | Porto Rico      |
| Italia          | 3 - 0 | Panama          |
| Canada          | 3 - 2 | Venezuela       |
| Rep. Dominicana | 3 - 1 | Porto Rico      |
| Italia          | 3 - 0 | Venezuela       |
| Rep. Dominicana | 3 - 0 | Panama          |
| Canada          | 3 - 0 | Porto Rico      |
| Italia          | 3 - 0 | Canada          |
| Porto Rico      | 3 - 0 | Panama          |
| Venezuela       | 3 - 0 | Rep. Dominicana |
| Italia          | 3 - 0 | Porto Rico      |
| Canada          | 3 - 0 | Rep. Dominicana |
| Venezuela       | 3 - 0 | Panama          |

| Pos | Squadra         | P  | Set V | Set P |
| --- | --------------- | -- | ----- | ----- |
| 19  | Italia          | 10 | 15    | 1     |
| 20  | Canada          | 6  | 12    | 5     |
| 21  | Venezuela       | 6  | 11    | 6     |
| 22  | Rep. Dominicana | 4  | 7     | 10    |
| 23  | Porto Rico      | 2  | 4     | 12    |
| 24  | Panama          | 0  | 0     | 15    |

### Dal 13º al 18º posto
| Cina          | 3 - 0 | Egitto      |
| Corea del Sud | 3 - 0 | Francia     |
| Stati Uniti   | 3 - 0 | Tunisia     |
| Corea del Sud | 3 - 0 | Tunisia     |
| Cina          | 3 - 1 | Francia     |
| Stati Uniti   | 3 - 1 | Egitto      |
| Francia       | 3 - 0 | Tunisia     |
| Corea del Sud | 3 - 0 | Egitto      |
| Stati Uniti   | 3 - 0 | Cina        |
| Cina          | 3 - 0 | Tunisia     |
| Corea del Sud | 3 - 2 | Stati Uniti |
| Francia       | 3 - 0 | Egitto      |
| Stati Uniti   | 3 - 1 | Francia     |
| Egitto        | 3 - 2 | Tunisia     |
| Corea del Sud | 3 - 0 | Cina        |

| Pos | Squadra       | P  | Set V | Set P |
| --- | ------------- | -- | ----- | ----- |
| 13  | Corea del Sud | 10 | 15    | 2     |
| 14  | Stati Uniti   | 8  | 14    | 7     |
| 15  | Cina          | 6  | 9     | 7     |
| 16  | Francia       | 4  | 8     | 9     |
| 17  | Egitto        | 2  | 4     | 14    |
| 18  | Tunisia       | 0  | 3     | 15    |

### Dal 7º al 12º posto
| Brasile  | 3 - 0 | Paesi Bassi |
| Bulgaria | 3 - 0 | Cuba        |
| Messico  | 3 - 2 | Belgio      |
| Brasile  | 3 - 1 | Belgio      |
| Cuba     | 3 - 1 | Paesi Bassi |
| Bulgaria | 3 - 0 | Messico     |
| Bulgaria | 3 - 0 | Paesi Bassi |
| Cuba     | 3 - 2 | Belgio      |
| Messico  | 3 - 0 | Brasile     |
| Bulgaria | 3 - 0 | Belgio      |
| Cuba     | 3 - 1 | Brasile     |
| Messico  | 3 - 0 | Paesi Bassi |
| Belgio   | 3 - 1 | Paesi Bassi |
| Brasile  | 3 - 0 | Bulgaria    |
| Cuba     | 3 - 0 | Messico     |

| Pos | Squadra     | P | Set V | Set P |
| --- | ----------- | - | ----- | ----- |
| 7   | Bulgaria    | 8 | 12    | 3     |
| 8   | Cuba        | 8 | 12    | 7     |
| 9   | Brasile     | 6 | 10    | 7     |
| 10  | Messico     | 6 | 9     | 8     |
| 11  | Belgio      | 2 | 8     | 13    |
| 12  | Paesi Bassi | 0 | 2     | 15    |

### Dal 1º al 6º posto
| Giappone         | 3 - 1 | Germania Est     |
| Unione Sovietica | 3 - 1 | Romania          |
| Polonia          | 3 - 2 | Cecoslovacchia   |
| Germania Est     | 3 - 2 | Cecoslovacchia   |
| Polonia          | 3 - 2 | Unione Sovietica |
| Giappone         | 3 - 2 | Romania          |
| Polonia          | 3 - 2 | Germania Est     |
| Unione Sovietica | 3 - 0 | Giappone         |
| Cecoslovacchia   | 3 - 1 | Romania          |
| Unione Sovietica | 3 - 0 | Germania Est     |
| Polonia          | 3 - 0 | Romania          |
| Giappone         | 3 - 1 | Cecoslovacchia   |
| Germania Est     | 3 - 0 | Romania          |
| Unione Sovietica | 3 - 0 | Cecoslovacchia   |
| Polonia          | 3 - 1 | Giappone         |

| Pos | Squadra          | P  | Set V | Set P |
| --- | ---------------- | -- | ----- | ----- |
| 1   | Polonia          | 10 | 15    | 7     |
| 2   | Unione Sovietica | 8  | 14    | 4     |
| 3   | Giappone         | 6  | 10    | 10    |
| 4   | Germania Est     | 4  | 9     | 11    |
| 5   | Cecoslovacchia   | 2  | 8     | 13    |
| 6   | Romania          | 0  | 4     | 15    |

## Classifica finale
| Posiz | Nazione          |
| ----- | ---------------- |
|       | POLONIA          |
|       | Unione Sovietica |
|       | Giappone         |
| 4     | Germania Est     |
| 5     | Cecoslovacchia   |
| 6     | Romania          |
| 7     | Bulgaria         |
| 8     | Cuba             |
| 9     | Brasile          |
| 10    | Messico          |
| 11    | Belgio           |
| 12    | Paesi Bassi      |
| 13    | Corea del Sud    |
| 14    | Stati Uniti      |
| 15    | Cina             |
| 16    | Francia          |
| 17    | Egitto           |
| 18    | Tunisia          |
| 19    | Italia           |
| 20    | Canada           |
| 21    | Venezuela        |
| 22    | Rep. Dominicana  |
| 23    | Porto Rico       |
| 24    | Panama           |

| Campione Mondiale 1974 |
| ---------------------- |
| Polonia 1º titolo      |